# Hexatoma (Eriocera) lunata
Hexatoma (Eriocera) lunata is een tweevleugelige uit de familie steltmuggen (Limoniidae). De soort komt voor in het Oriëntaals gebied.